# Прик-тест

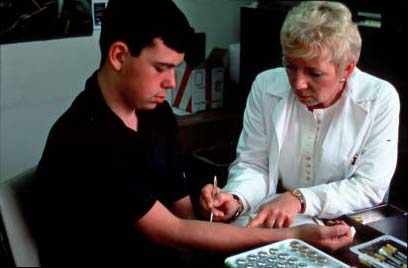
Прик-тест

Прик-тест (от англ. prick — «укол») — один из кожных аллергологических тестов, использующихся в диагностике аллергических заболеваний.
К кожным аллергологическим тестам относят прик-тест (ранее вместо них делали скарификационный), внутрикожный и аппликационный. Прик-тест является быстрым, удобным, недорогим и надёжным методом аллергодиагностики IgE-опосредованных аллергических заболеваний. Специфические иммуноглобулины класса Е (specific IgE, sIgE) продуцируются иммунной системой у гиперчувствительных людей под воздействием различных аллергенов.
Прик-тест используют для диагностики аллергических реакций немедленного типа (по-другому — IgE-обусловленных, или реагиновых, или реакций гиперчувствительности 1 типа, по классификации Gell & Coombs, 1977 г.).
Тестирование проводится с растворами различных аллергенов: пыльцевыми (деревьев, злаков), эпидермальными (кошек, собак и др.), бытовыми (клещей домашней пыли (D. pteronyssinus, D. farinae), плесени (Cladosporium, Alternaria и др.), лекарственными, производственными и другими.
Прик-тест позволяет подтвердить лишь аллергические реакции одного типа - IgE-обусловленные, однако неинформативен других, не-IgE-обусловленных.
Однако, наличие положительного результата теста может не являться доказательством заболевания (как и любой тест, он может быть ложноположительным, а также и ложноотрицательным). Для выставления диагноза IgE-опосредованного аллергического заболевания доктору необходимо сопоставить результаты теста с другими данными пациента (истории заболевания, объективных симптомов, данных других обследований), а также исключить другие причины, способные вызвать такие же симптомы.
Прик-тест не имеет возрастных ограничений. Однако, реактивность кожи может варьировать в зависимости от возраста.

## Методика проведения прик-теста

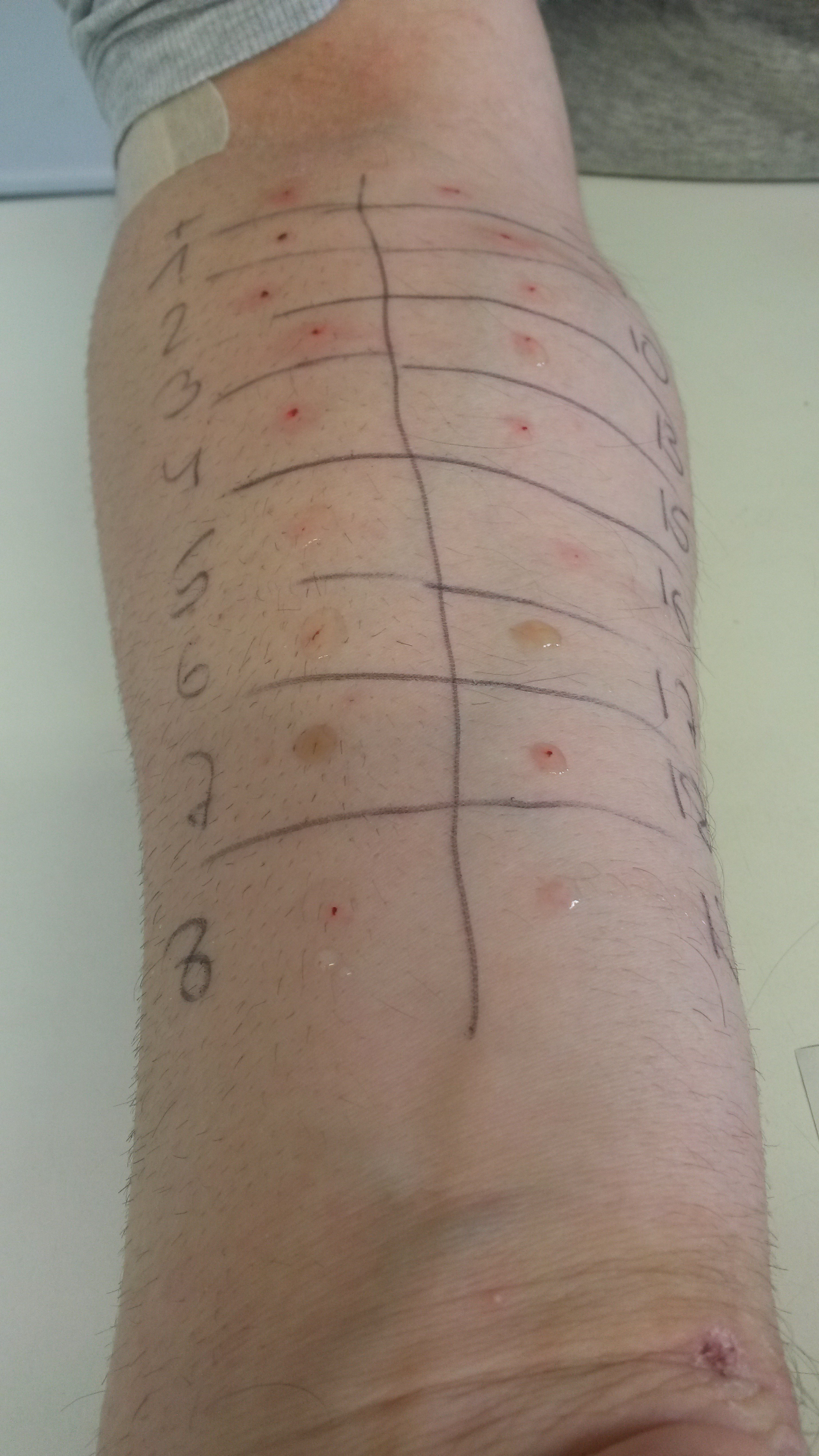
Прик-тест на руке

Кожа предплечья обрабатывается этанолом. На расстоянии 2-3 см наносятся капли растворов: а) гистамина (положительный контроль), б) 0,9% натрия хлорида (отрицательный контроль), в) аллергенов. Через капли растворов производится укол кожи специальным прик-ланцетом, длина иглы которого составляет 1 мм (что позволяет сделать тест безболезненным и бескровным; наличие крови в месте прокола кожи прик-ланцетом может привести к ложному результату). Для одного прика (укола) используется один стерильный прик-ланцет, после чего он считается использованным и подлежит утилизации. Медицинский персонал может подписывать рядом с местом укола, какой раствор был нанесен. Оценка теста производится через 10-15 минут.
Положительным ответом в прик-тесте считается наличие волдыря 3 мм и более. Подсчет производится по наибольшему диаметру волдыря. 
При положительной реакции на раствор гистамина и отрицательной на раствор натрия хлорида оценивают реакции на растворы аллергенов. Если реакция на положительный контроль отрицательная, тест является ложноотрицательным. Если реакция на отрицательный контроль положительная, тест является ложноположительным.

## Факторы, влияющие на результат теста
- правильность техники проведения
- лекарственные препараты, подавляющие реакцию кожи (антигистаминные препараты, гормоны, антидепрессанты)
- возраст (у детей и пожилых людей менее выраженная реакция)
- стандартизованность раствора аллергена
- наличие дермографизма